# Batalla de Chesapeake
La batalla de la badia de Chesapeake, també coneguda com la batalla dels Caps de Virgínia o simplement, la batalla dels Caps va ser una batalla crucial i definitòria en la Guerra d'Independència dels Estats Units. Va tenir lloc prop de la boca de la badia de Chesapeake el 5 de setembre de 1781, entre una flota del Regne Unit de la Gran Bretanya conduïda pel vicealmirall Thomas Graves i una flota francesa dirigida pel vicealmirall François Joseph Paul de Grasse, comte de Grassa. Des del punt de vista tàctic, la batalla no va tenir un resultat clar, però des del punt de vista estratègic va ser un gran triomf dels francesos, ja que va conduir directament a la independència dels Estats Units, l'objectiu de la guerra.
La victòria de la flota francesa va impedir a la Royal Navy britànica proveir a les forces del General Lord Cornwallis a Yorktown, Virginia. També va impedir que els britànics obstaculitzessin l'arribada de tropes i provisions de reforç des de Nova York per als exèrcits de George Washington a través de la badia de Chesapeake. Com a resultat de tot això, Cornwallis va rendir el seu exèrcit després del breu Setge de Yorktown (el segon exèrcit britànic que es rendiria durant la guerra), i Gran Bretanya va haver de reconèixer després la independència dels Estats Units d'Amèrica.
| «                 | [The] Battle of the Chesapeake was a tactical victory for the French by no clearcut margin, but it was a strategic victory for the French and Americans that Sealed the principal outcome of the war | » |
| — Russell Weigley | |   |

## Antecedents
L'estiu de 1781 tropes britàniques al comandament de Charles Cornwallis es van dirigir cap a la costa, a Yorktown, Virginia, a establir un punt fortificat de desembarcament que millorés les comunicacions marítimes amb Nova York i permetés al mateix temps que les campanyes al sud s'aprofitessin bé l'avantatge de la dominació naval britànica. Aquesta presència dels britànics a Yorktown va fer que el control de la Badia de Chesapeake es convertís per a tots dos bàndols en un objectiu naval essencial.
Provinents de les Antilles, flotes franceses i britàniques es van dirigir cap al nord no només per contribuir a la lluita al nord d'Amèrica sinó també per evitar la temible estació dels huracans caribenys. No obstant això, el comandant britànic, el contraalmirall Samuel Hood, no va poder saber si la flota francesa es dirigia a Chesapeake o si intentava ajudar a les tropes terrestres americanes i franceses que s'estaven reunint per un possible setge a Nova York.
La flota britànica va arribar a la boca de la badia de Chesapeake el 25 d'agost, però no va trobar allà vaixells francesos, de manera que va prosseguir cap a Nova York per reunir-se amb uns altres 14 navilis de línia que estaven al seu comandament. Mentrestant, el seu col·lega contraalmirall Thomas Graves havia passat diverses setmanes intentant interceptar un comboi francès que portava provisions d'Europa a Boston, demanades pel Coronel John Laurens. Quan Hood va arribar a Nova York, va trobar que Graves, qui no havia pogut trobar el comboi, estava en aquest port però tenia només 5 vaixells de línia addicionals llestos per a una batalla.

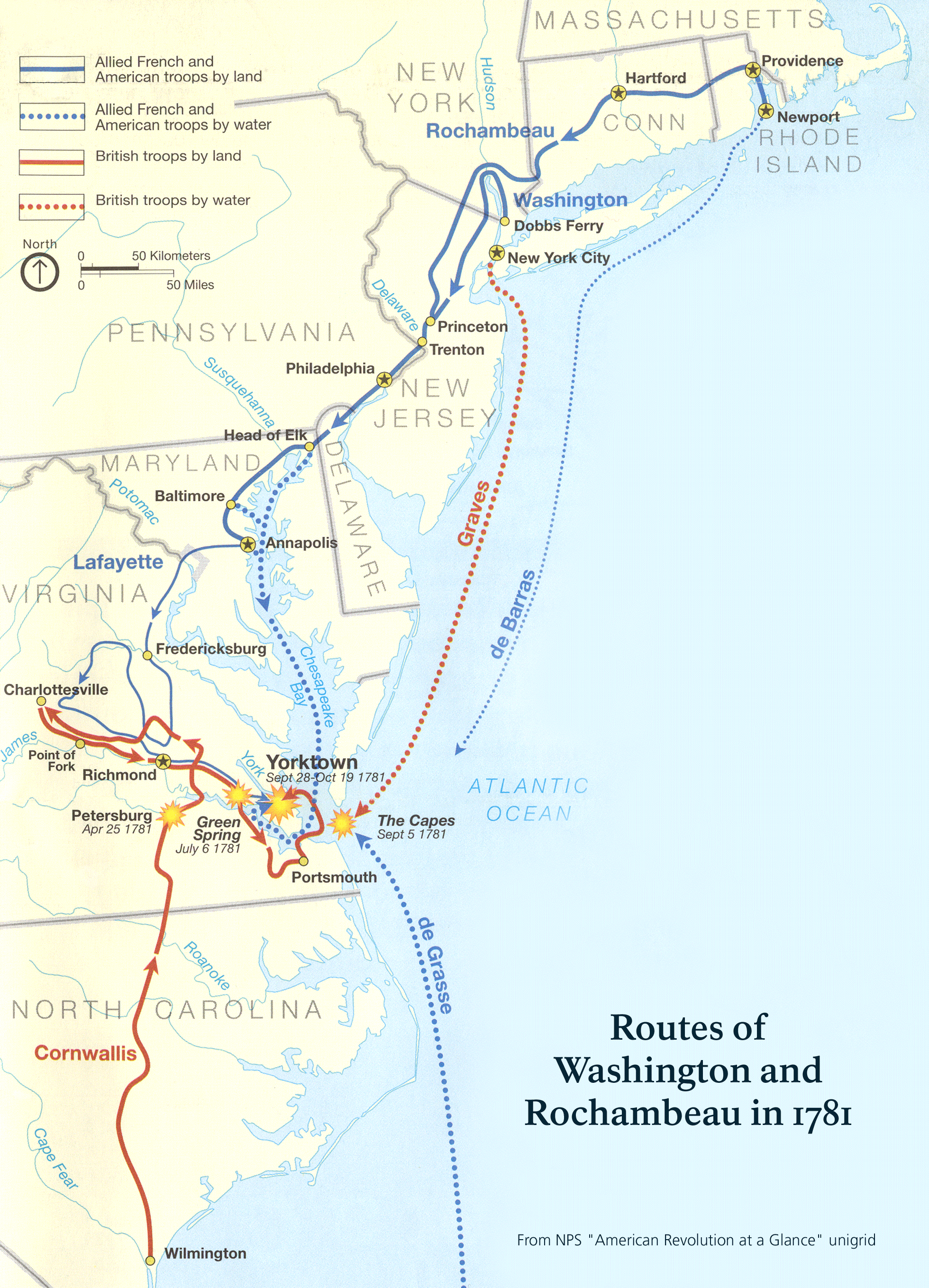
Operacions terrestres i navals que van portar a la fi de la guerra per la independència dels EUA

Hood no havia trobat a l'almirall De Grasse perquè aquest havia deliberadament navegat amb lentitud i enviat amb setmanes d'anticipació un missatge al seu col·lega a Newport, Rhode Island, el Comte de Barres Saint-Laurent, fixant la data precisa de la seva arribada. Barres va transmetre aquesta informació als generals George Washington i Rochambeau, preparant-se per assetjar Nova York, i quan el van rebre, el 14 d'agost, immediatament van advertir l'oportunitat que presentava la flota de De Grasse. En conseqüència, Washington es va preparar per a una marxa ràpida i va demanar a Barres que portés la seva flota de Newport cap al sud, a Chesapeake, amb l'artilleria francesa i altres elements que serien necessaris per al lloc. De Grasse va arribar a Chesapeake el 29 d'agost, gairebé com ho havia previst-amb una flota que incloïa 28 navilis de línia i transportava també tres regiments francesos al comandament del general Marquès de Saint-Simon. Aquests regiments van ser desembarcats immediatament per ajudar que les tropes americanes a ordres del Marquès de Lafayette impedissin l'anglès Charles Cornwallis retirar-se terra endins.
Barres va salpar de Newport el 26 d'agost. Sabent-ho, i advertint que Yorktown havia estat escollida com a blanc operacional pels aliats franco-americans, Graves i Hood van combinar les seves forces navals i van sortir a trobar les forces navals franceses que no havien trobat fins aquest moment. Però ignorants que la flota de Barres estava també a mar obert, i amb rumb sud, tots dos almiralls anglesos van posar també proa al sud, cap a la badia de Chesapeake.

## Batalla

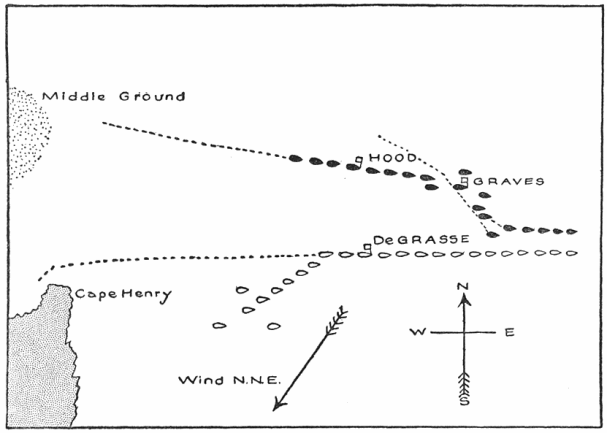
Formació de les flotes

Quan la flota britànica de 19 vaixells, ara al comandament de Thomas Graves va tornar a Chesapeake en el matí del 5 de setembre, va trobar a 25 vaixells francesos a l'àncora darrere del Cap Henry. Els 3 vaixells restants de la flota de François de Grasse havien estat destacats a bloquejar els rius York i James més al nord de la badia, i molts dels vaixells fondejats tenien oficials, tripulants i llaguts absents.
El vent, la marea i l'element sorpresa afavorien als britànics, i tot i que l'encontre va sorprendre els dos bàndols, els francesos estaven fondejats i no preparats per a un combat. Els britànics podrien haver infringit els seus enemics severes pèrdues penetrant a la badia i iniciant immediatament l'atac, però és altament improbable que aquesta idea ni tan sols passés pel cap de l'almirall Graves. Les tàctiques navals convencionals de l'època de la navegació a vela indicaven que les flotes havien de formar una línia de batalla i després maniobrar dins del radi d'abast dels respectius canons, cada vaixell atacant l'enemic que tenia davant seu en la línia.

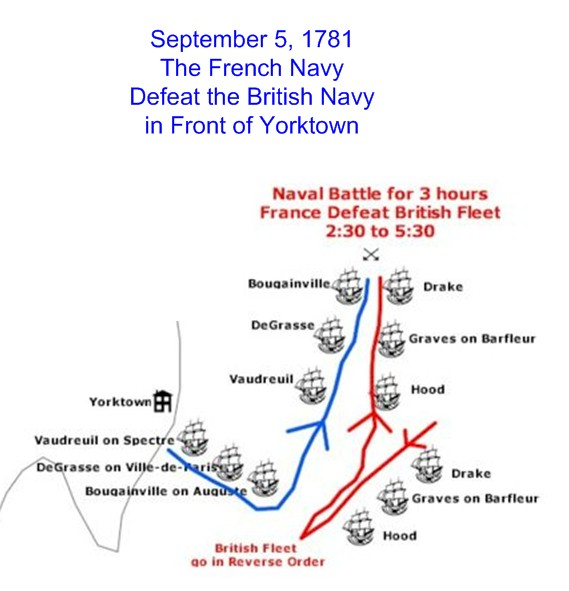
Gràfic mostrant el rumb de les flotes durant la batalla. Es detallen els vaixells dels almirall en cap (al centre de les línies) i dels seus avantguardes i rereguardes

. 24 dels vaixells francesos van poder llevar àncores, navegar cap a l'exterior de la badia i formar-se en línia de batalla. Cap a la una de la tarda, les dues flotes estaven aproximadament enfrontades, però portant rumbs oposats. Amb la intenció d'atacar, Graves va ordenar llavors a la seva flota fer un gir de 180 graus, de manera que la rereguarda nominal de la seva línia es va convertir en la seva avantguarda per la lluita. Les maniobres van durar fins a les 4 de la tarda, més de 6 hores des que les flotes s'havien albirat, quuan els britànics (que conservaven el sobrevent i, per tant, la iniciativa) van estar en formació com per iniciar l'atac.
En aquest moment, les dues flotes estaven navegant amb un rumb general est, fora de la badia. Les dues línies s'estaven aproximant en angle de manera que els vaixells cap de les avantguardes estaven a l'abast dels seus respectius canons, però els vaixells de més enrere estaven encara tractant d'escurçar distàncies. Un canvi en la direcció del vent durant la batalla va fer encara més difícil que es comprometessin els vaixells de les rereguardes. D'aquesta manera, els vaixells d'avantguarda d'ambdós bàndols van estar canonejant-se contínuament des del començament de l'acció, mentre que diversos dels de les rereguardes mai van entrar realment en acció. També, hi va haver confusió en les maniobres de la flota britànica, causada aparentment per senyals contradictòries emeses per Graves.
Al voltant de les 6 i mitja de la tarda, en fer-se fosc, el foc va cessar. Graves va emetre un senyal general per mantenir el sobrevent de manera que les dues flotes es van anar separant. Per aquest moment, els vaixells britànics que havien suportat el pitjor de la batalla estaven severament danyats i incapaços de continuar el combat, si més no en forma efectiva (els primers 5 vaixells de la línia britànica van tenir més de la meitat de les baixes de la seva flota). Molts dels vaixells britànics estaven fent molta aigua i necessitaven reparacions i l'artilleria francesa havia estat particularment efectiva destruint pals i cabotatge.

## Epíleg

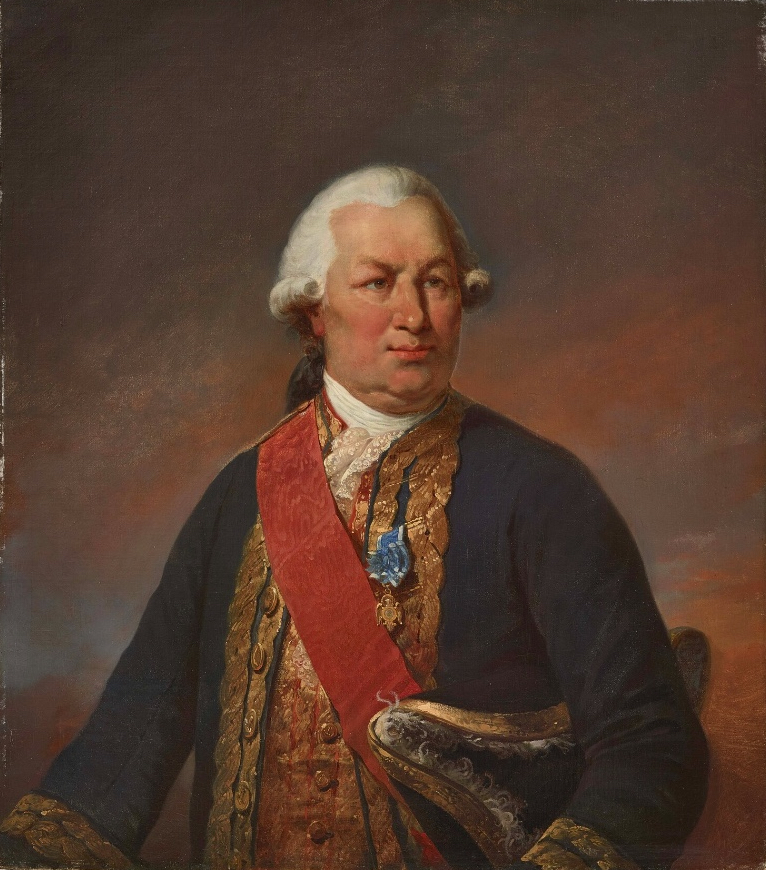
El comte de Grassa

La batalla va concloure realment el capvespre del 5 de setembre, però durant diversos dels dies següents les dues flotes van continuar maniobrant al seu mutu abast, mentre en els dos bàndols es reparaven vaixells. Al mateix temps, navegaven cada vegada més lluny de la badia de Chesapeake, el seu objectiu estratègic. Finalment, a la nit del 9 al 10 de setembre, François de Grasse va fer virar en rodó a la flota francesa. Esperava, alhora, que la seva esquadró de Newport, Rhode Island al comandament del Comte de Barres hagués arribat ja a la badia. Quan l'endemà van tornar al Cap Henry (un dels extrems de la boca de la badia) van trobar que, en efecte, de Barres havia conclòs el seu viatge tan ajustat en el temps, fent que la força ara combinada fos de 36 navilis de línia. D'aquesta manera, la Badia de Chesapeake estava indisputable sota control francès. Aquest predomini naval, més les tropes unides de Washington i Rochambeau, més l'artilleria portada per de Barres van ser la clau del relativament curt setge que va seguir a Yorktown.
Encara que tàcticament la batalla no va tenir un final concloent, la Batalla de la Badia de Chesapeake va ser una victòria estratègica principal per l'aliança franco-americana per les seves conseqüències en la campanya terrestre.
Aquesta manca de conclusió tàctica s'atribueix sovint als capitans britànics que suposadament van fallar en portar els francesos a una acció decisiva.
Com sigui, Charles Cornwallis ni va poder ser ajudat ni rebre provisions, mentre que els francesos van ser reforçats per les tropes que portava de Grassa i per l'exèrcit combinat des del tall. Això va portar al lloc de Yorktown, a la rendició de Cornwallis i, en darrer terme, a la derrota de les forces britàniques a Amèrica.

## Memorial
Al Memorial de Cap Henry, ubicat a Fort Story in Virginia Beach, Virginia, s'ha erigit un monument mantingut pel Parc Històric Colonial Nacional del National Park Service dels EUA que commemora l'Almirall de Grassa i els seus marins, que tant van contribuir a fer que els Estats Units aconseguissin la seva independència de la Gran Bretanya.

## Vaixells involucrats en el combat
(Vaixell - canons, Comandant)
| França (de Grasse) | Gran Bretanya (Graves) |
| --- | --- |
| Avantguarda (en realitat rereguarda a la batalla) Pluton - 74, Albert de Rions Bourgogne - 74, Charitte Marseillaise - 74, Castellane de Masjastre Diadema - 74, Monteclerc Réfléchi - 74, Boades Auguste (*) - 80, Castellar Saint-Esprit - 80, Chabert Caton - 74, Framond Centre Cèsar - 74, Coriolis d'Espinouse Destin - 74, Dumaitz de Goimpy Ville de Paris (**) - 100, Saint-Cezaire Victoire - 74, Albert Saint-Hyppolyte Sceptre - 80, Vaudreuil Northumberland - 74, Briqueville Palmier - 74, Arros d'Alger Solitaire - 64, Cicé Champion Rereguarda (en realitat avantguarda a la batalla) Citoyen - 74, Ethy Scipione - 74, Clavell Magnànim - 74, Le Begué Hercule - 74, Turpin Llenguadoc (***) - 80, Duplessis Parscau Zele - 74, De Gras-Préville Hector - 74, Renaud d'Aleins Souverain - 74, Glandevès | Avantguarda (en realitat rereguarda a la batalla) Alfred - 74, Baynes Belliqueux - 64, Brin Invincible - 74, Saxton Barfleur (*) - 98, Alexander Hood Monarch - 74, Reynolds Centaur - 74, Inglefield Centre America - 64, Thompson Bedford - 74, Thomas Graves (almirall) Resolution - 74, Manners London (**) - 98, David Graves Royal Oak - 74, Ardesoif Montagu - 74, Bowen Europe - 64, Child Rereguarda (en realitat avantguarda a la batalla) Terrible - 74, Finch - damaged, later Scuttle Ajax - 74, Charrington Princesa (***) - 70, Knatchbull Alcide - 74, Thompson Intrepid - 64, Molloy Shrewsbury - 74, Mark Robinson |
| (*) Insígnia de l'avantguarda, Bougainville (**) Insígnia del centre, Latouche-Trevilles - Insígnia de la Flota, De Grassa (***) Insígnia de la rataguardia, Monteil | (*) Insígnia de l'avantguarda, Samuel Hood (**) Insígnia de la Flota, Sir Thomas Graves (***) Insígnia de la rereguarda, Sir Francis Drake |